# Spring Valley (Nevada)
Spring Valley è una città incorporata e census-designated place degli Stati Uniti d'America parte della Las Vegas Township della contea di Clark nello Stato del Nevada, si trova a 2 miglia (3 km) ad ovest della Las Vegas Strip. La popolazione era di 178,395 persone al censimento del 2010. Spring Valley è stata creata nel maggio 1981.

## Geografia fisica
Secondo lo United States Census Bureau, ha un'area totale di 33,4 mi² (86,51 km²).

## Società

### Evoluzione demografica
Secondo il censimento del 2010, c'erano 178,395 persone.

### Etnie e minoranze straniere
Secondo il censimento del 2010, la composizione etnica della città era formata dal 57,9% di bianchi, il 9,8% di afroamericani, lo 0,6% di nativi americani, il 17,4% di asiatici, lo 0,8% di oceanici, e il 5,0% di due o più etnie. Ispanici o latinos di qualunque razza erano il 20,6% della popolazione.